# Cronàxia

La reobase i la cronàxia són punts definits a la corba força-durada de l'estímul d'un teixit excitable.

La cronàxia és el temps mínim necessari perquè un corrent elèctric dobli la força de la reobase per estimular un múscul o una neurona. La reobase és la intensitat més baixa amb una durada de pols indefinida que només estimula els músculs o els nervis. La cronàxia depèn de la densitat de canals de sodi tancats per voltatge a la cèl·lula, que afecten l'excitabilitat d'aquesta cèl·lula. La cronàxia varia segons els diferents tipus de teixits: els músculs de contracció ràpida tenen una cronàxia inferior, els músculs de contracció lenta en tenen un de més alt. La cronàxia és el paràmetre d'excitabilitat del teixit que permet escollir la durada òptima del pols d'un corrent electric per estimular qualsevol teixit excitable. La cronàxia (c) és el descriptor de Lapicque de la durada del pols d'estímul per a un corrent de força reobàsica (b), que és el corrent llindar d'un pols d'estímul de durada infinita. Lapicque va demostrar que aquestes dues magnituds (c, b) defineixen la corba força-durada del corrent: I = b (1 + c / d), on d és la durada del pols. Tot i això, hi ha altres dos paràmetres elèctrics que s'utilitzen per descriure un estímul: l'energia i la càrrega. L'energia mínima es produeix amb una durada de pols igual a la cronàxia. La càrrega mínima (bc) es produeix amb un pols de durada infinita. L'elecció d'una durada de pols igual a 10c requereix un corrent de només un 10% per sobre de la reobase (b). L'elecció d'una durada de pols de 0,1 c requereix una càrrega del 10% superior a la càrrega mínima (bc).

## Història
Els termes cronàxia i reobase es van utilitzar per primera vegada en el famós article de Louis Lapicque sobre Définition expérimentale de l'excitabilité que es va publicar el 1909.
La corba I (d) anterior sol atribuir-se a Weiss (1901); vegeu, per exemple (Rattay 1990). És el més simplista dels 2 descriptors matemàtics "simples" de la dependència de la força actual de la durada, i condueix a la progressió de càrrega lineal de Weiss amb d:
{\displaystyle Q(d)=Id=b(d+c)}
Tant els propis escrits de Lapicque com els treballs més recents estan en desacord amb l'aproximació de càrrega lineal. Ja el 1907 Lapicque utilitzava una aproximació lineal de primer ordre de la membrana cel·lular, modelada mitjançant un circuit equivalent a RC únic. Així:
{\displaystyle I(d)=b/(1-e^{-d/\tau })}
on {\displaystyle \tau =RC} és la constant de temps de la membrana: en el model de membrana lineal de primer ordre:
{\displaystyle C{\frac {dv}{dt}}+{\frac {v}{R}}=I,} on {\displaystyle v\equiv V-V_{rest}.}
Fixeu-vos que el cronaxie (c) no hi és explícitament present. Fixeu-vos també que, amb una durada molt curta {\displaystyle d\ll \tau }, per la descomposició de la sèrie de Taylor de l'exponent (al voltant de d = 0):
{\displaystyle I(d)\approx b\tau /d}
el que condueix a una aproximació de càrrega constant. Aquests últims poden encaixar també en models més complexos de membrana excitable, que tenen en compte els mecanismes de canalització iònica, així com el flux de corrent intracel·lular, que poden ser els principals contribuents a les desviacions de les dues fórmules simples.
Aquestes "subtileses" són clarament descrites per Lapicque (1907, 1926 i 1931), però no gaire bé per Geddes (2004) que va destacar el nivell de Weiss, atribuint-lo a Lapicque.

## Mesura
S'insereix un elèctrode al múscul d'interès, que després s'estimula mitjançant el corrent superficial. L'augment dels valors de la cronàxia resultant de la hiperventilació es pot atribuir a un canvi en la impedància de la pell, els factors fisiològics responsables d'aquest canvi es troben sota la influència del sistema nerviós autònom. Aquest exemple de la influència preponderant que pot exercir l'estat de la pell i dels teixits subjacents obliga a tenir precaució a l'hora de jutjar els resultats de les mesures de cronàxia mitjançant l'estimulació percutània. Un sartori fresc i normal situat directament en una solució Ringer i estimulat a través de la solució sense cap contacte directe amb els elèctrodes està subjecte a donar dues corbes força-durada molt diferents, una d'elles repartida en diverses centèsimes de segon.

### Valors
Els valors de la cronàxia per a ventricles de mamífers a la temperatura corporal oscil·len entre 0,5 ms (humans) a 2,0 a 4,1 ms (gos); aquesta és una proporció de 8,2 / 1. S'ha informat que els axons mielinitzats de gran diàmetre tenen valors de cronàxia entre 50 i 100 µs i de 30 a 200 µs, i els cossos cel·lulars neuronals i les dendrites tenen temps de cronàxia entre 1 i 10 ms o fins i tot fins a 30 ms. Es va informar que els temps de cronàxia de la matèria grisa eren de 380 +/- 191 ms i 200 ± 700 ms. Les interpretacions dels temps de cronàxia es confonen encara més amb factors addicionals. Els temps de cronàxia reportats per al soma i dendrites s'han establert mitjançant impulsos intracel·lulars que no es poden extrapolar fàcilment a estímuls extracel·lulars. Les dades reportades a la literatura utilitzen la resposta motora com a llindar fisiològic en humans o la generació de potencial d'acció en animals. Aquests es basen en gran manera en l'estimulació a través d'un macroelèctrode, que en el cas dels humans és un elèctrode DBS d'1,2 mm d'1,2 mm. Les dades derivades de l'estimulació de microelèctrodes i la cartografia fisiològica del tàlem sensorial són escasses. Els dos mètodes d'estimulació poden donar lloc a resultats significativament diferents. Pocs estudis han intentat correlacionar els temps de cronàxia amb la percepció sensorial, tot i que entendre els elements neuronals que participen en una percepció subjectiva, com el formigueig, té importants implicacions fisiològiques. Les mesures es van fer amb diferents tipus d'elèctrodes i amb estimuladors amb impedàncies de sortida desconegudes. Els valors de la cronàxia per als nervis sensorials del braç humà oscil·len entre 0,35 i 1,17 ms, una proporció de 3,3. Els valors es van obtenir amb informació insuficient per establir la causa de la variabilitat. Els valors de la cronàxia per al múscul esquelètic desnervat humà oscil·len entre els 9,5 i els 30 ms a la temperatura corporal, cosa que representa una proporció de 3,16. Es produeix una reducció de la cronàxia durant la reinervació. Els valors publicats per a la cronàxia tenen una àmplia gamma. Si la cronàxia és el millor descriptor de l'excitabilitat dels teixits en un exemplar de teixit homogeni, a una temperatura coneguda, s'ha de determinar amb un estimulador de corrent constant que proporcioni una forma d'ona d'estímul catodal rectangular. La cronàxia es deriva de la corba força-durada del corrent i mostra que si la durada de l'estímul és més curta que la cronàxia, es necessita més corrent per estimular, amb qualsevol tipus o ubicació d'elèctrodes amb un estimulador de qualsevol impedància de sortida coneguda o desconeguda. A més, el valor de cronàxia, per determinat que sigui, identifica la durada del pols per obtenir una energia mínima. A més, el càrrega de la cronàxia serà el doble de la carrega mínima, per tant el doble de la reobase. Per tant, si es busca un lliurament de càrrega mínima per allargar la vida útil de la bateria en un estimulador implantat, s'ha de seleccionar una durada del pols inferior a la cronàxia mesurada; una durada d'una desena cronàxia proporciona una càrrega que només supera el 10% de la càrrega mínima.

### Estimulació
L'estimulació elèctrica i magnètica produeix diferents sensacions. Per a l'estimulació elèctrica, la sensació normalment es descriu com localitzada directament per sota dels elèctrodes a la superfície de la pell. Per a l'estimulació magnètica, la sensació normalment es descriu distribuïda pel palmell i els dígits de la mà. En particular, la majoria dels subjectes han informat de sensacions en els dígits medial o lateral. Aquestes observacions suggereixen que l'estimulació elèctrica pot activar preferentment les fibres nervioses aferents cutànies, mentre que l'estimulació magnètica pot activar preferentment els nervis més profunds, com el nervi cubital o mitjà.

### Diferencies entre nervi motor i sensorial
Altres estudis han comparat l'activació de fibres sensorials i motores mitjançant l'estimulació elèctrica i magnètica demostrada mitjançant l'estimulació del teixit nerviós i muscular que l'activació magnètica de les fibres nervioses intramusculars al braç i la cama es produeix en un llindar inferior al de l'estimulació elèctrica. També s'ha demostrat que les fibres sensorials tenien un llindar més baix per a l'estimulació elèctrica. L'estimulació elèctrica del canell va determinar que quan s'utilitzen polsos curts (menys de 200 μs), les fibres motores són més fàcilment excitables, mentre que per a llargues durades de pols (superiors a 1000 μs), les fibres sensorials són més propenses a despolaritzar-se. Una observació relacionada és que l'estimulació elèctrica activa preferentment les fibres sensorials en comparació amb les fibres motores per a llargues durades de pols, i la inversa per a durades de pols curtes. Per a l'estimulació magnètica, el llindar de la fibra motora era inferior al de les fibres sensorials.

## Importància
El principal valor de la cronàxia és comparar l'excitabilitat entre diferents experiments i mesures amb el mateix estàndard, facilitant així la comparació de dades. L'estimulació elèctrica basada en la cronàxia podria regular l'expressió del gen myoD en fibres musculars denervades. 20 contraccions musculars, induïdes per l'estimulació elèctrica mitjançant elèctrodes superficials i aplicades en dies alterns basats en l'excitabilitat muscular, de manera similar als protocols utilitzats en la rehabilitació clínica humana, van ser capaços de reduir l'acumulació de mRNA al myoD i atrogin-1 dels músculs denervats, aquests expressions relacionades amb el creixement muscular i l'atròfia, respectivament. L'augment dels nivells de myoD després de la desnervació possiblement no estigui relacionat només amb l'activació i la proliferació de les cèl·lules satèl·lits, sinó també amb la regulació del cicle cel·lular. Diversos estudis han suggerit que la funció del myoD induït per la denervació pot ser prevenir l'atròfia muscular induïda per la denervació. Per avaluar la contractilitat dels músculs desnervats de les cames, es va determinar la reobase i la cronàxia en rata anestesiada per estimulació elèctrica superficial i palpació dels músculs de les cames. Els valors de cronàxia del múscul TA es van mesurar fins a 9 mesos després de la sciatectomia. L'excitabilitat muscular va disminuir aviat després de la denervació. La cronàxia de 0,1 a 0,2 ms en el múscul innervat va canviar a 0,5-1 ms en un o dos dies després de la denervació (és a dir, després de la degeneració del nervi valerianiana) i augmenten progressivament fins a uns 20 ms durant el mes següent. La cronàxia es va mantenir en aquest nivell fins a 6 mesos postsciatectomia (etapa de denervació a mitjà termini en el model de rata: de 2 a 6 mesos sciatectomia). Després, la contracció de contracció es va fer discutible i, per tant, la cronàxia va augmentar fins a valors molt més llargs (de 50 ms a infinitum, és a dir, la contracció muscular no era palpable). Aquesta tercera etapa es defineix com la "etapa de desnervació a llarg termini" del model de rata, és a dir, un temps de desnervació superior a sis mesos). En 3 de cada 36 músculs de les cames, la reinervació es va produir espontàniament i la cronàxia es va escurçar fins a 0,1 ms, que és el valor del múscul innervat normal.

### Ús mèdic
L'aplicació mèdica dels valors de cronàxia i excitabilitat és l'electromiografia, una tècnica per avaluar i registrar l'activitat elèctrica produïda pel múscul esquelètic. És possible que la reobase no sigui necessàriament el corrent elèctric escollit. L'electromiografia s'utilitza per diagnosticar neuropaties, miopaties i malalties de la unió neuromuscular.
Atès que les persones afectades per lesió medul·lar es poden tractar amb Electroestimulació funcional per mantenir i / o millorar el trofisme / funció muscular, la presència de fibres musculars excitables en múscul denervat a llarg termini pot ser extremadament important per al seu tractament amb FES. Per descomptat, el conjunt de pacients a llarg termini supera els nous casos per any, l'opció d'iniciar fins i tot a llarg termini després de la lesió medul·lar, és a dir, en un moment en què no es podien detectar contraccions musculars mecàniques mitjançant estimulació elèctrica directa, ja sigui per superfície elèctrodes intramusculars i podrien recolzar fermament l'elecció d'inici i la motivació per realitzar tota la vida l'activitat d'exercici FES en aquests subjectes crítics.

## Malalties
La cronàxia augmenta en la tetània de l'hipoparatiroïdisme. La reobase depèn pel seu valor de la resistència elèctrica entre els dos elèctrodes, així com de l'estat d'excitabilitat del punt motor estimulat i, per tant, la disminució de la reobase en tetània no pot implicar més que una disminució de la resistència elèctrica de la pell.. No obstant això, és difícil veure com aquesta alteració de la resistència pot conduir a una major excitabilitat als estímuls mecànics tret que aquestes reaccions siguin reflexes a través dels nervis propioceptius. La cronàxia, en canvi, no depèn de la resistència interelectròdica, sinó de les relacions temporals del procés d'excitació i, quan la cronàxia augmenta, com en la paratiroidectomia, significa que la intensitat del doble de la reobasa ha d'actuar sobre els teixits. durant un període més llarg del normal abans de començar el procés d'excitació.

## Interaccions farmacològiques i toxines
La intoxicació aguda de rates amb aldrin disminueix la seva cronàxia, mentre que l'exposició crònica a aquest insecticida hidrocarbur clorat té l'efecte invers. S'ha suggerit que l'exposició crònica de rates a l'epòxid estretament relacionat, la dieldrina, redueix la seva eficiència muscular en realitzar un exercici de treball. La dieldrina és un insecticida hidrocarbonat clorat que s'utilitzava àmpliament en la protecció i conservació de cultius. Entre els diversos símptomes resultants de la intoxicació es troben les contraccions musculars, que augmenten en gravetat a convulsions epileptiformes amb pèrdua de consciència. La estricnina, que té un locus d'activitat espinal, provoca una extensió tònica de les extremitats posteriors en ratolins, que es creu que es deu a l'eliminació de l'efecte de les interneurones inhibidores sobre la via nerviosa cap als músculs extensors. El leptazol, en canvi, produeix una extensió tònica similar per una acció excitadora predominantment sobre les estructures cerebrals. La difenilhidantoïna va elevar selectivament la dosi convulsiva llindar de leptazol, però no la del clorhidrat d'estricnina, indicant una activitat anticonvulsivant a la via nerviosa entre el lloc d'activitat predominant del leptazol i les extremitats posteriors.